# 天皇記
『天皇記』（てんのうき、すめらみことのふみ）は、推古28年（620年）に聖徳太子と蘇我馬子が編纂したとされる歴史書である。
『日本書紀』推古28年の是歳条に次のようにある。
『帝皇日継』・『帝紀』とほぼ同様の内容で、皇室の系譜を記したものだと推定される。また、未完であった可能性が高い。『国記』とともに編纂された。
また、この年が推古天皇の実父（聖徳太子には祖父）にあたる欽明天皇の50年忌にあたることから、同天皇の顕彰とその正統性を示すことを目的に皇統譜の整理を意図して行われたとする説もある。
皇極天皇4年（645年）に起きた乙巳の変の際に、蘇我馬子の子である蘇我蝦夷の家が燃やされ、そのとき『国記』とともに焼かれたとされる。あるいは国記のみが焼ける前に取り出されて残ったともいわれるが、国記も現存していない。
『日本書紀』皇極天皇4年6月条に次のようにある。

## 備考
- 2005年11月13日、奈良県の甘樫丘地区にて、建物跡や塀の跡、焼けて硬化した土の層などを含む7世紀の遺構（甘樫丘東麓遺跡）が発見され、『日本書紀』の記述を裏付ける蘇我入鹿の邸宅である可能性もあるとして現在も発掘作業が進められているが、現在発見されている建物跡は蘇我入鹿の邸宅としてはあまりに規模が小さすぎるため、まだ断定はされていない。しかしながら、今後の発掘次第では『天皇記』・『国記』の一部が発見される可能性もある。
- 研究者によれば、『日本書紀』を編纂する時に『大王記』とあったのを『天皇記』と書き改めたとも考えられ、原資料の名称については議論の余地があるとしている[2]。